# Roman Vondra
Roman Vondra (* 28. června 1979 Jihlava) je český historik specializující se na politické, hospodářské a sociální dějiny českých zemí v 19. a 20. století a politik.

## Život
Na Filozofické fakultě Univerzity Karlovy vystudoval obor historie s doktorskou specializací na novověké a novodobé české dějiny. V období let 2005–2010 působil v Historickém ústavu Akademie věd ČR v Praze. Také působil v Ústavu pro studium totalitních režimů, kde se věnoval třetímu odboji. Od roku 2005 pracuje jako pedagog na Fakultě humanitních studií Univerzity Karlovy.
Od září 2011 je členem Občanské demokratické strany, v březnu 2015 byl zvolen členem místní rady v městské části Praha 3 na Jarově.

## Dílo
- Osobnosti české historie. Praha: Aleš Skřivan ml, 2009. 757 s. ISBN 978-80-86493-24-4.
- Dějiny plné omylů : nejhorší rozhodnutí a ti, kdo je mají na svědomí. Bratislava: Perfekt, 2009. 264 s. ISBN 978-80-8046-434-9. (spoluautor).
- České země v letech 1705-1792 : věk absolutismu, osvícenství, paruk a třírohých klobouků. Praha: Libri, 2010. 383 s. ISBN 978-80-7277-448-7.
- Po kolejích a silnicích velké Prahy : systém městské hromadné dopravy na území hl. m. Prahy v letech 1918-1945. Praha: Historický ústav, 2011. 286 s. ISBN 978-80-7286-179-8.
- Peníze v moderních českých dějinách. Praha: Academia, 2012. 273 s. ISBN 978-80-200-2130-4.
- České země v letech 1792-1848 : formování novodobého českého národa ve věku cylindrů, krinolín a nástupu páry. Praha: Libri, 2013. 397 s. ISBN 978-80-7277-503-3.